# Classica di San Sebastián 2015
La Classica di San Sebastián 2015, trentacinquesima edizione della corsa e valevole come diciannovesima prova dell'UCI World Tour 2015, si svolse il 1º agosto 2015, per un percorso totale di 219 km. Fu vinta dal britannico Adam Yates, al traguardo con il tempo di 5h30'24", alla media di 39,769 km/h.
Al traguardo 96 ciclisti portarono a termine la gara.

## Squadre e corridori partecipanti
| N.    | Cod. | Squadra          |
| ----- | ---- | ---------------- |
| 1-8   | MOV  | Movistar Team    |
| 11-18 | KAT  | Team Katusha     |
| 21-28 | SKY  | Team Sky         |
| 31-38 | EQS  | Etixx-Quick Step |
| 41-48 | TCS  | Tinkoff-Saxo     |
| 51-58 | AST  | Astana Pro Team  |
| 61-68 | BMC  | BMC Racing Team  |
| 71-78 | OGE  | Orica-GreenEDGE  |
| 81-88 | LAM  | Lampre-Merida    |
| 91-98 | ALM  | AG2R La Mondiale |

| N.      | Cod. | Squadra                |
| ------- | ---- | ---------------------- |
| 101-108 | FDJ  | FDJ                    |
| 111-118 | LTS  | Lotto-Soudal           |
| 121-128 | TFR  | Trek Factory Racing    |
| 131-138 | TGA  | Team Giant-Alpecin     |
| 141-148 | TGC  | Team Cannondale-Garmin |
| 151-158 | TLJ  | Team Lotto NL-Jumbo    |
| 161-168 | IAM  | IAM Cycling            |
| 171-178 | CJR  | Caja Rural-Seguros RGA |
| 181-188 | COF  | Cofidis                |

## Ordine d'arrivo (Top 10)
| Pos. | Corridore          | Squadra       | Tempo    |
| ---- | ------------------ | ------------- | -------- |
| 1    | Adam Yates         | Orica         | 5h30'24" |
| 2    | Philippe Gilbert   | BMC Racing    | a 15"    |
| 3    | Alejandro Valverde | Movistar Team | s.t.     |
| 4    | Daniel Moreno      | Team Katusha  | s.t.     |
| 5    | Joaquim Rodríguez  | Team Katusha  | s.t.     |
| 6    | Bauke Mollema      | Trek Factory  | s.t.     |
| 7    | Daniel Martin      | Cannondale    | s.t.     |
| 8    | Julian Alaphilippe | Etixx         | s.t.     |
| 9    | Warren Barguil     | Giant         | s.t.     |
| 10   | Rigoberto Urán     | Etixx         | s.t.     |

### Classifica sprint
| Pos. | Corridore        | Squadra      | Punti |
| ---- | ---------------- | ------------ | ----- |
| 1    | Nathan Haas      | Cannondale   | 30    |
| 2    | Dennis Vanendert | Lotto-Soudal | 16    |
| 3    | Manuele Boaro    | Tinkoff-Saxo | 14    |

### Classifica scalatori
| Pos. | Corridore         | Squadra      | Punti |
| ---- | ----------------- | ------------ | ----- |
| 1    | Nathan Haas       | Cannondale   | 5     |
| 2    | Stéphane Rossetto | Cofidis      | 3     |
| 3    | Manuele Boaro     | Tinkoff-Saxo | 3     |

### Classifica a squadre
| Pos. | Squadra | Tempo     |
| ---- | ------- | --------- |
| 1    | Astana  | 16h32'00" |
| 2    | Orica   | a 1'18"   |
| 3    | Katusha | a 1'33"   |